# DD National
DD National o DD1 è la principale rete televisiva dell'azienda indiana Doordarshan, ed il canale della televisione terrestre maggiormente disponibile in India. Lanciato come canale sperimentale il 15 settembre 1959, DD National già dagli anni novanta è ricevuto dal 90% della popolazione indiana.

## Blocco

### Cartoon Network ki Duniya

Logo del blocco

L'8 luglio 2006, DD National ha introdotto un blocco di Cartoon Network chiamato "Cartoon Network ki Duniya" che ha trasmesso programmi come Nome in codice: Kommando Nuovi Diavoli, MAD (del canale gemello Pogo TV) e Galli Galli Sim Sim.